# Mantovani
Pour les articles homonymes, voir Mantovani (homonymie).
Annunzio Paolo Mantovani, mieux connu sous le nom de Mantovani, né à Venise le 15 novembre 1905 et mort à Tunbridge Wells dans le Kent (Angleterre) le 29 mars 1980, est un compositeur, arrangeur et chef d’orchestre italo-britannique de musique légère.

## Biographie
D'origine italienne, il a triomphé dans le monde musical londonien grâce à ses prestations au  Queen's Hall et au Wigmore Hall, ainsi qu’en exerçant comme chef d’orchestre au Metropole Hotel.

## Évolution de l'orchestre

### Orchestre de danse
Au cours des années 1930, il crée son propre orchestre. Celui-ci est au départ d'une dizaine de musiciens, jouant à l'instar du style des ensembles de l'époque des rythmes variés et entraînants conciliant la danse, allant de la musique de salon au jazz et swing en passant par le tango, lui-même étant au violon.

### Grand orchestre romantique
À partir des années 1940, il déploie sa formation à un grand orchestre, qui devient fameux pour son style particulier, brillant et coloré, très étoffé, avec ses « violons en cascade » connus pour leurs nombreuses interprétations de mélodies romantiques tout en finesse – dont Charmaine ou Exodus en sont un bel exemple – et qui par la suite lui vaut d'être en tête des hit-parades, en étant le premier auteur dont les ventes ont dépassé le million de disques.
Les romances et musiques italiennes seront particulièrement mises à l'honneur, mais aussi celles de plusieurs pays, avec une discographie importante de renommée internationale chez Decca (dont les fameux Phase 4 Stereo (en)), puis London Records.

### The Mantovani Orchestra
Sous cette appellation, notamment discographique, plusieurs compositions de l'orchestre de Mantovani en reprenant son style similaire romantique et spectaculaire, seront ensuite dirigées   en réalité par Stanley Black, qui était auparavant le pianiste de l'orchestre de Mantovani.

## Discographie

### Musique populaire
| Audio externe | |
|               | Vous pouvez écouter Annunzio Mantovani. en train d'effectuer Elizabethan Serenade par Ronald Binge en 1971 Ici |

- Song Hits from Theatreland, London 125, 1955
- Music from the Films, London 112
- Waltz Encores, London 119
- Film Encores, London 124, 1957
- Gems Forever, London 106, 1958
- Continental Encores, London 147, 1959.
- Film Encores, Vol. 2, London 164, 1959
- The Music of Victor Herbert and Sigmund Romberg, London 165, 1960
- The Music of Irving Berlin and Rudolf Friml, London 166, 1956
- The American Scene, London 182
- Songs to Remember, London 193, 1960
- Great Theme Music (Music from "Exodus"), London 224, 1961
- Theme from "Carnival", London 3250, 1961
- Themes from Broadway, London 242
- American Waltzes, London 248
- Moon River, London 249, 1962
- Selections from "Stop the World - I Want to Get Off" and "Oliver", London 270
- Latin Rendezvous, London 295
- Manhattan, London 328, 1963
- Folk Songs Around the World, London 360
- The Incomparable Mantovani, London 392
- The Mantovani Sound, London 419, 1965
- Mantovani Olé, London 422
- Mantovani Magic, London 448, 1966
- Mantovani's golden hits, Decca 1967 SKL 4818
- Mr. Music, London 474, 1966
- Mantovani/Hollywood, London 516
- The Mantovani Touch, London 526, 1968
- Mantovani/Tango, London 532
- Mantovani ... Memories, London 542
- The Mantovani Scene, London 548, 1969
- The World of Mantovani, London 565, 1969
- Mantovani Today, London 572, 1970
- From Monty with Love, London 585-586, 1971
- An Evening with Mantovani, London 902, 1973
- The Greatest Gift Is Love, London 913, 1975

### Musique classique
- Strauss Waltzes, London 118
- Concert Encores, London 133
- Operetta Memories, London 202
- Italia Mia, London 232, 1961
- Classical Encores, London 269
- The World's Great Love Songs, London 280
- Mantovani in Concert, London 578

### Musique religieuse et musique de Noël
- Christmas Carols, London 142, 1954
- Songs of Praise, London 245
- Christmas Greetings, London 338
- Christmas Carols, London LL 913